# Município de Adams (condado de Darke, Ohio)
Localização do Ohio nos E.U.A.
O município de Adams (em inglês: Adams Township) é um localização localizado no condado de Darke no estado estadounidense de Ohio. No ano 2010 tinha uma população de 3441 habitantes e uma densidade populacional de 35,42 pessoas por km².

## Geografia
O município de Adams encontra-se localizado nas coordenadas 40° 07′ 49″ N, 84° 29′ 21″ O. Segundo a Departamento do Censo dos Estados Unidos, o município tem uma superfície total de 97.15 km², da qual 96,31 km² correspondem a terra firme e (0,86 %) 0,83 km² é água.

## Demografia
Segundo o censo de 2010, tinha 3441 pessoas residindo no município de Adams. A densidade de população era de 35,42 hab./km².